# Лидс (Њујорк)
Лидс (енгл. Leeds) насељено је место без административног статуса у америчкој савезној држави Њујорк.

## Демографија
По попису из 2010. године број становника је 377, што је 8 (2,2%) становника више него 2000. године.
| Група             | 2000.       | 2010.       |
| Белци             | 324 (87,8%) | 332 (88,1%) |
| Афроамериканци    | 17 (4,6%)   | 12 (3,2%)   |
| Азијати           | 0 (0,0%)    | 6 (1,6%)    |
| Хиспаноамериканци | 28 (7,6%)   | 23 (6,1%)   |
| Укупно            | 369         | 377         |